# Here and Now (album de Nickelback)
Pour les articles homonymes, voir Here and Now.
Albums de Nickelback
Dark Horse
(2008) No Fixed Address
(2014)
Singles
1. When We Stand Together
Sortie : 26 septembre 2011
2. Bottoms Up
Sortie : 26 septembre 2011
3. This Means War
Sortie : 10 novembre 2011
4. Lullaby
Sortie : 24 février 2012
5. Trying Not to Love You
Sortie : 20 août 2012

Here and Now est le septième album du groupe de rock canadien Nickelback. La chanson When We Stand Together est le thème pour le WWE Tribute To The Troops 2011

## Liste des chansons
| No  | Titre                  | Durée |
| --- | ---------------------- | ----- |
| 1.  | This Means War         | 3:20  |
| 2.  | Bottoms Up             | 3:37  |
| 3.  | When We Stand Together | 3:10  |
| 4.  | Midnight Queen         | 3:14  |
| 5.  | Gotta Get Me Some      | 3:41  |
| 6.  | Lullaby                | 3:48  |
| 7.  | Kiss It Goodbye        | 3:35  |
| 8.  | Trying Not to Love You | 4:11  |
| 9.  | Holding on to Heaven   | 3:51  |
| 10. | Everything I Wanna Do  | 3:26  |
| 11. | Don't Ever Let It End  | 3:49  |